# 용병

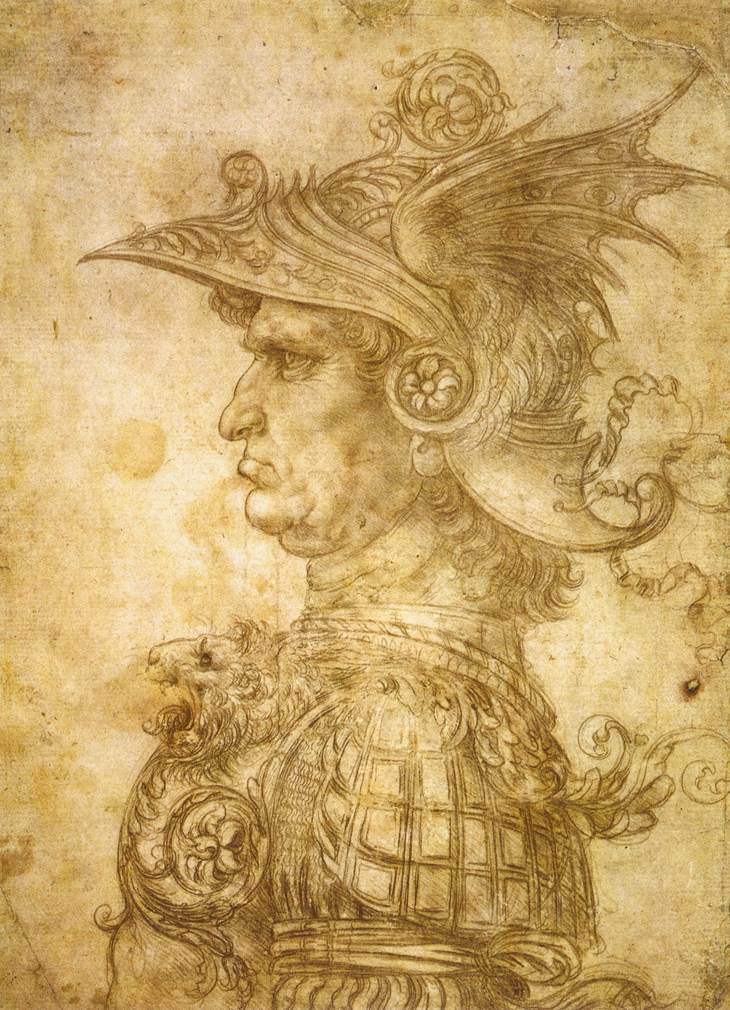
레오나르도 다빈치의 프로파일로 디 카피타노 안티코, 일 콘도티에로로도 알려진, 1480년. 콘도티에로는 중세 후기와 르네상스 시기에 이탈리아에서 "용병들의 지도자"를 의미했다.

용병(傭兵)은 분쟁과 관련없는 외부인이지만, 사적 이익 추구를 위해 군사 분쟁에 참여하는 사람을 말하며, 공식적인 군대의 일원이 아니다. 용병들은 정치적 이익보다는 금전 및 다른 형태의 보수를 목적을 위해 싸운다.

## 용병의 역사

### 고대

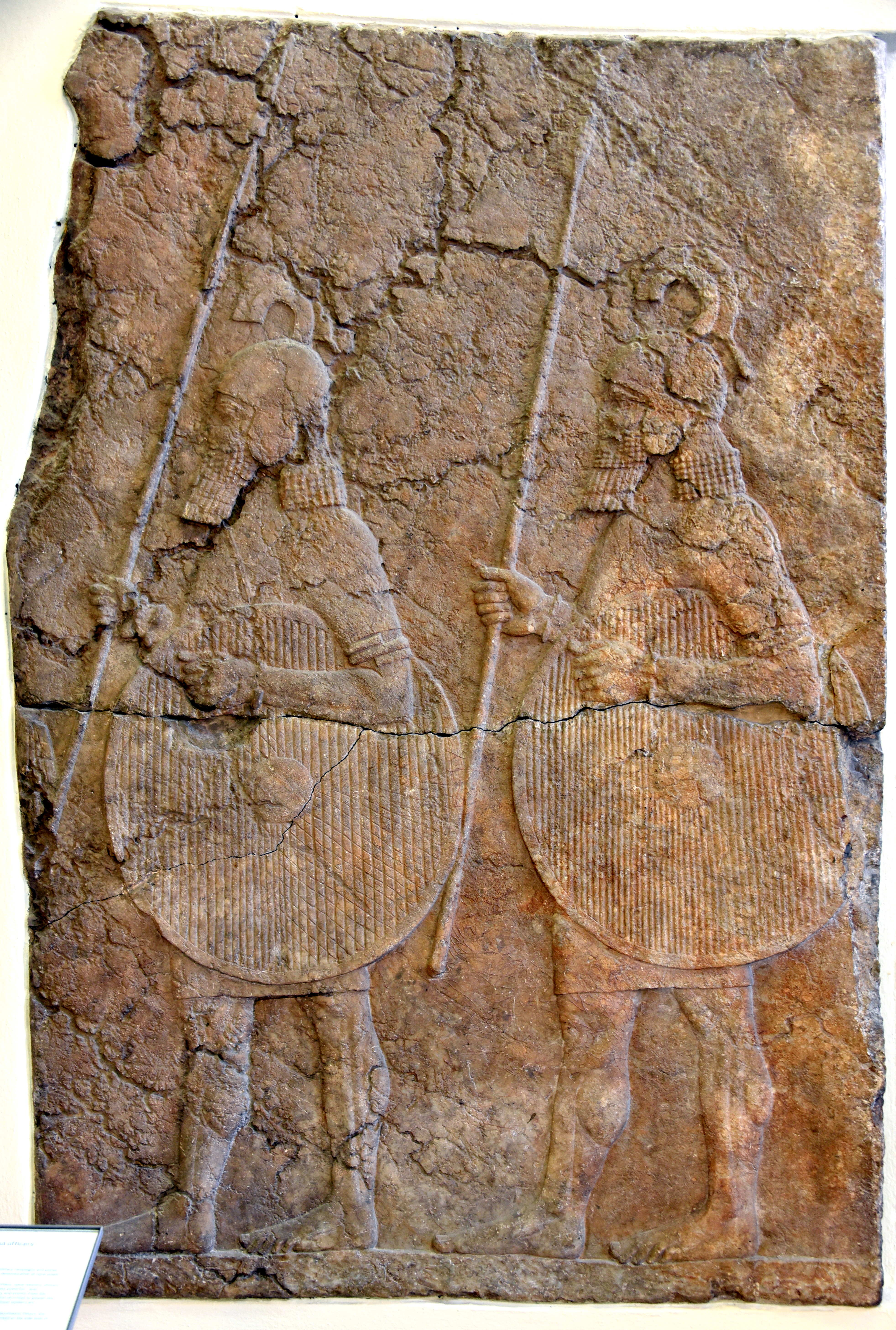
아시리아 군대에 있는 비 아시리아 용병, 알라바스터 베이스 구원병. 니네베의 남서쪽 궁전에서 왔습니다. 기원전 7세기

- 기원전 401년, 키루스(Cyrus)가 그의 형인 아르타크세르크세스 2세(Artaxerxes Ⅱ)의 왕위를 찬탈하고자 그리스에서 1만명의 용병대를 고용했다. 그러나 전투 중 키루스가 전사하자 원정군에 참가했던 크세노폰(Xenophon)은 남은 용병대를 이끌고 페르시아의 적진에서 탈출해, 아르메니아와 흑해 연안을 지나 소아시아를 거쳐 조국 아테네로 귀환했다. 크세노폰에 의하면 키루스가 그리스 용병을 사열하며 인원을 점검했을 때 중무장 보병이 1만 1천 명, 경무장 보병이 2천 명이었다고 한다.[3]
- 기원전 3세기 카르타고는 지중해의 패권을 두고 로마와 격돌하기 전에 로마의 정규군에 대항하기 위해 각지에서 용병을 모집하여 군대를 구성했다. 카르타고의 용병군은 켈트족, 이베리아인, 리구리아인, 발레아레스인, 혼혈 그리스인 등 대부분 탈주한 노예로 아프리카 사람들이 대다수를 차지하고 있었으며 그 수는 모두 합하여 12만 명을 넘어섰다고 한다. 이는 카르타고 군의 대부분을 차지할 만큼 거대한 규모였다. 그러나 카르타고가 1차 포에니 전쟁에서(B.C. 218~B.C. 201) 로마에 패배하고 국가의 재정이 바닥나자 용병에게 급료를 지급할 수 없게 되고 이는 용병군의 반란으로 이어진다.[4]
- 로마가 거대한 제국을 이루게 되자 그 광대한 영토를 방위하기 위한 병사의 수가 부족했다. 그래서 지금의 프랑스, 네덜란드, 벨기에, 스위스를 비롯해 갈리아, 그리고 브리튼섬과 서유럽 각지에 있었던 속주들로부터 '보충병'으로서 병사를 끌어모았다. 그러나 점점 제국 내의 인적 자원의 고갈로 제국 밖에서 온 게르만인이 용병으로서 로마군에 입대하게 되고 결국 로마군의 중요한 지위를 차지하게 되었다. 이후 게르만족 출신의 서로마제국 근위연대 사령관을 지낸 오도아케르는 서로마제국의 황제를 폐위시키고 자신이 직접 황제가 되었다.[5]

### 중세
중세 봉건시대에서는 영주로부터 봉토를 지급받고 그 대가로 군역을 제공하는 계약을 맺은 사람들을 기사라고 불렀다. 중세 초기 기사들은 계약을 맺은 영주를 위해서만 군역을 이행했으나 점차 기사의 수가 많아지고 그들 각자에게 주어지는 봉토가 적어지게 되었다. 반면 기사들은 갑옷, 투구, 검, 창, 방패를 구입하고 관리해야 했으며 전투에 참전할 때 말을 타고 가야 했기 때문에 말을 관리하는 것까지 많은 유지비용이 필요했다. 이러한 상황에서 기사들로 하여금 여러 명의 영주와 계약을 맺거나 영주가 아닌 자에게 돈을 받고 군역을 이행하는 경우가 많아졌다.
그런 기사들 중 몇몇은 그들 사이에서 무리를 조직하여 용병기사단을 조직했는데 이 기사단은 고용주로부터 돈을 받고 서비스를 제공하기도 했지만 일이 없을 때는 촌락과 도시에서 각종 약탈을 일삼고 다니기도 하였다. 이러한 용병단에 대한 시선은 당연히 좋을 리가 없었고 유럽의 각 나라에서는 용병단에 대해 다음과 같은 결정을 하기도 하였다.
- 1179년 라테란 공의회(Lateran councils)에서는 용병단을 이용해 전쟁을 수행하는 자는 파문한다는 결정을 내렸다.[6]
- 1215년 영국에서는 귀족이 왕에게 '대헌장(Magna Carta)'의 승인을 강요했는데, 이 대헌장에는 '왕국의 불명예가 될 만한 외국인 기사, 쇠구슬 사수, 용병의 즉시 추방'을 규정한 조항이 들어있다.[7]
- 1215년 로마 교황 인노첸시오 3세는 십자군을 불러들여 기존의 용병단을 파문했다.[8]

#### 중세의 용병단
- 11세기 신성로마제국의 황제 프리드리히 1세가 이탈리아를 침공했을 때 신성로마제국의 군대는 용병단이 주력이었다. 이 용병단은 플랑드르(Flandre)지방과 브라반트(Brabant)지방 출신자로 이루어진 용병부대인 '브라반트단' 이었다.
- 이탈리아 르네상스 시기에는 정해진 영지가 없는 외국인 용병대장이 용병단을 이끌고 여러 나라를 떠돌아다니며 고용주를 찾거나 아니면 지방 소도시를 약탈하는 유형과 이탈리아인 용병대장이 정해진 영지를 가지고 그 지역에서 정착하여 용병대를 운영하는 유형이 있었다. 전자의 경우 존 호크우드(John Hawkwood) 등이 있었고 후자의 경우에는 프란체스코 스포르차(이탈리아어: Francesco I Sforza)가 대표적이다.
- 이탈리아 르네상스 시기에 동방과의 무역으로 막대한 부를 쌓게 된 베네치아, 피렌체, 제노바 같은 도시국가들은 그들이 가진 부에 비해 그들의 부를 지켜줄 군대가 없었다. 심지어 시민들 사이에서 병역을 기피하는 분위기가 형성되었고 병역 면제세와 같은 제도가 생기면서 도시 방위를 주 업무로 하는 시민개병제 군대인 민병대가 약화되고 있었다. 이에 이탈리아의 도시국가들은 용병단과의 계약을 통해서 자신들의 재산을 지키고자 하였고 용병대장인 콘도티에로(이탈리아어: Condottiero)와 계약을 맺었다. 콘도티에로 중에서는 자신의 용병단의 규모와 영향력을 점점 키워서 결국에는 귀족이 된 사례도 적지 않다. 밀라노 공국을 통합한 비스콘티(Visconti)가문의 콘도티에로였던 프란체스코 스포르차는 결국 밀라노 공작이 되었고 페데리코 다 몬테펠트로(Federico da Montefeltro)는 우르비노 공작가의 서자로 태어나 콘도티에로로 활동했지만 결국 우르비노 공국의 공작이 되었다.
- 15세기가 되고 이탈리아인 콘도티에로가 대부분을 차지하게 되자 이탈리아의 도시국가들은 콘도티에로에게 토지를 하사하거나 계약기간을 길게 잡아서 용병대의 정착을 유도했고 그 결과 상비군의 형태를 띈 용병대가 등장하게 되었다.
- 15세기 스위스에서는 낙농업을 제외하고는 돈을 벌 수 있는 방법이 없었다. 따라서 스위스인 남자들은 돈을 벌기 위해 타지에 갈 수 밖에 없었고 당시 대규모의 고용을 보장하는 최대의 산업은 전쟁이었기 때문에 스위스인 남자들은 용병이 되었다. 스위스 서약동맹에 참여한 스위스의 소국들은 이러한 용병들을 하나로 묶어 스위스 보병을 필요로 하는 유럽의 각 세력들과 용병계약을 맺었다.
- 스위스 용병대는 장창으로 무장한 방진대형으로 매우 강력하고 뛰어난 조직력을 보여주었는데, 이러한 스위스 용병대의 최대 고객은 프랑스였다. 프랑스와 스위스 간의 정식적인 용병계약은 1474년에 시작되었다. 스위스 용병대는 프랑스 군의 일원으로 이탈리아 전쟁에 참전했으며 그 밖에도 부르고뉴 전쟁 등 프랑스 내외의 전쟁에 적극적으로 참전했다. 17세기 프랑스의 루이14세(프랑스어: Louis XIV)의 어느 고관이 스위스 사령관에게 "프랑스가 스위스 용병에게 지불한 급료를 금으로 두드려 금판으로 만들면 파리에서 바젤까지의 도로를 완전히 덮을 수 있다" 라고 하자 스위스 사령관이 "프랑스를 위해 스위스인이 흘린 피는 파리에서 바젤에 이르는 모든 하천에 넘쳐 흐르고 있다"라고 대답한 일화가 있다.[9] 이탈리아 전쟁과 부르고뉴 전쟁으로 인해 스위스 용병대가 유명세를 얻게 되자 이에 대한 수요가 높아져 로마 교황, 이탈리아의 도시국가들, 신성로마제국의 황제가 앞다투어 스위스 용병대를 찾게 되었다.
- 란츠크네흐트(독일어: Landsknecht)는 신성로마제국의 남부에서 시작되어 전 유럽에서 활동한 용병대이다. 스위스 용병대를 모방하여 시작된 란츠크네흐트는 스위스 용병대처럼 장창으로 무장한 보병부대였다. 스위스 용병대와 같은 시기에 활동했고 후발주자로 시작했지만 수십년만에 빠르게 성장하여 어느새 유럽의 각종 전투에서 스위스 용병대와 비등하게 맞서는 수준까지 올라왔다. 란츠크네흐트와 스위스 용병대의 전투는 장창부대가 서로 격돌하는 양상을 보여주며 끝내 수많은 사상자를 내는 비극적이고 잔혹한 장면을 자주 연출했다.
- 스트라디오트(알바니아어: Stratiotët)는 발칸반도 출신의 경기병 용병부대로 남부 유럽이나 중부 유럽의 국가들에 고용되어 15세기~18세기까지 존속했다.

### 근대(17세기 이후)
근대에 들어서는 용병의 선발, 훈련, 계약 등의 과정이 체계적으로 진행되었고 용병대 내부에서 규율을 정하고 그 규율에 복종하는 등 단순히 전투를 위한 집단을 넘어서 기업의 형태를 갖추게 되었다. 또한 용병단의 활동범위가 유럽을 넘어 아프리카, 남미대륙까지 확장되었다. 그러나 베스트팔렌 조약 이후 주권을 가진 근대적인 국가가 출현하고 프랑스 혁명 이후 국민군이 탄생하면서 기존의 용병단은 점점 모습을 감추게 되었다.
- 군대를 증강하기 위해 프랑스, 영국, 네덜란드 공화국, 스페인과 같은 주요 유럽 강대국은 스위스, 남부 네덜란드 및 몇몇 작은 독일 국가에서 보병으로 이루어진 군대를 계약했다.
- 미국 독립전쟁 기간 동안 영국은 부족한 군인을 보충하기 위해서 독일의 여러 국가에서 보병을 고용했다.
- 영국의 상비군 출신 퇴역군인 및 실업자들로 이루어진 영국 군단은 시몬 볼리바르(스페인어: Simón Bolívar)의 지휘 아래 라틴 아메리카 지역에서 스페인의 식민지였던 파나마, 에콰도르, 콜롬비아, 베네수엘라, 페루, 볼리비아를 스페인으로부터 독립시켰다.[10]
- 한편 동아시아 및 중동, 아프리카에서도 용병대가 존재했다. 그 중 하나로 태평천국(1851년~1864년) 시기에 양광지역에서 활약하던 류융푸(1837년~1917년)가 이끄는 흑기군(黑旗軍)이 있었다. 흑기군은 베트남의 응우옌 왕조에 협력하여 통킹만 주변의 비적을 소탕하고, 베트남 지역으로 침략한 프랑스군과 싸워 많은 승리를 거두기도 하였다.

### 현대(세계 2차대전 이후)
근대에 주권국가가 출현하고 국민군이 탄생하면서 점점 설 자리를 잃은 용병이 다시 등장한 것은 세계 2차대전 이후이다. 세계 2차대전 이후 아프리카와 아시아에서 여러 식민지가 독립하고 세계 각지에서 내전과 쿠데타가 빈번히 일어나면서 돈을 주고 군사 서비스를 쉽게 이용할 수 있는 용병에 대한 수요가 높아지기 시작했다. 이러한 상황 속에서 반군과 정부군, 무장단체를 가리지 않고 금전적인 계약을 통해 무력을 제공하는 용병단이 아시아와 아프리카 등 정세가 불안한 곳에서 등장한 것이다.
특히 현대에는 용병단이 기업화되어 민간군사기업(Private Military Company,PMC)의 형태로 용병이 운용되고 있다. 민간군사기업(이하 PMC)은 금전적 이득을 위해 무장 전투 또는 보안 서비스를 제공하는 기업으로 세계 각지에 수많은 PMC가 설립되어 운영되고 있다. 최근에는 러시아-우크라이나 전쟁에도 PMC가 참전한 바가 있다.
현대의 PMC 중 유명한 곳으로는 미국의 아카데미(ACADEMI)와 러시아의 바그너그룹(PMC Wagner Group)가 있다.

## 국제법 상 용병
1949년 8월 12일자 제네바협약에 대한 추가 및 국제적 무력충돌의 희생자 보호에 관한 의정서 (제1의정서)에서는 용병에 대해 다음과 같이 명시하고 있다.
제 47조 용병
1. 용병은 전투원 또는 전쟁포로가 될 권리를 가지지 아니한다.
2. 용병은 다음의 모든 자를 말한다.
가. 무력충돌에서 싸우기 위하여 국내 또는 국외에서 특별히 징집된 자
나. 실지로 적대행위에 직접 참가하는 자
다. 근본적으로 사적 이익을 얻을 목적으로 적대행위에 참가한 자 및 충돌당사국에 의하여 또는 충
돌당사국을 위하여 그 당사국 군대의 유사한 지위 및 기능의 전투원에게 약속되거나 지급된 것
을 실질적으로 초과하는 물질적 보상을 약속받은 자
라. 충돌당사국의 국민이 아니거나 충돌당사국에 의하여 통치되는 영토의 주민이 아닌 자
마. 충돌당사국의 군대의 구성원이 아닌 자
바. 충돌당사국이 아닌 국가에 의하여 동국의 군대구성원으로서 공적인 임무를 띠고 파견되지 아니
한 자
위 조건을 모두 충족시킨 경우 용병으로 분류된다.
제 47조 1항에 의거하여 용병에게는 전투원 또는 전쟁포로가 될 권리가 없기 때문에 전쟁법상 전투원이나 포로로써 당연하게 보장받아야 할 인도적인 대우를 보장받지 못한다.
한편 1989년 12월 4일 유엔은 용병의 고용․사용․자금지원․훈련의 방지에 관한 국제협약을 총회 결의안 44/34로 채택하였다. 이 협약에서 제네바협약에서 명시된 용병의 정의가 확대되었으며 협약의 당사국이 용병을 모집, 사용, 자금 조달 또는 훈련시키는 행위를 할 경우 해당 행위가 범죄행위로 분류되어 처벌을 받을 수 있다고 명시되어 있다.
용병의 고용․사용․자금지원․훈련의 방지에 관한 국제협약에서 용병은 다음과 같이 정의되어 있다.
이 협약에서 다음과 같은 사람은 용병에 해당된다.
1. 무력충돌에서 싸우게 할 목적으로 국내외에서 특별히 고용한 자
2. 기본적으로 개인의 이득을 위한 욕망이 동기가 되어 전쟁에 참여하고자 하는 자로, 실제로 분쟁당사자로부터 또는 분쟁 당사자를 대신하여, 해당 국가의 정규 군인 중 비슷한 계급에 서 비슷한 임무를 수행하는 전투병에게 약속 또는 지급되는 금액이상의 물질적 보상을 약속받은 자
3. 분쟁 당사국 일방의 국민이거나 분쟁 당사국 일방이 통제하는 영토에 거주하는 자가 아닌 자
4. 분쟁 당사국의 정규 군인이 아닌 자
5. 분쟁 당사국이 아닌 국가가 자국의 정규군인으로서 공식 파견 하지 않은 자

용병이라 함은 이밖에도 다음과 같은 사람을 말한다.
1. 다음과 같은 목적으로 자행되는 계획된 폭력행위에 참여하기 위하여 국내외에서 특별히 고용된 자:
(가) 정부를 전복하거나 한 국가의 헌정질서를 달리 파괴하려는 목적
(나)  국가의 영토 보전을 저해하려는 목적
2. 기본적으로 자신의 상당한 이득을 위하여, 물질적 보상에 대 한 약속이나 지급을 받아 참여하게 된 자
3. 용병 행위의 대상이 된 국가의 국민이나 거주인이 아닌 자
4. 국가가 공식적으로 파견하지 않은 자
5. 용병행위가 수행된 영토를 관할하는 국가의 정규 군인이 아닌 자

그러나 PMC에 대한 법적인 지위나 국제적인 규율을 적용해야 하는지에 대한 여부 및 PMC에 대한 국가적인 책임소재 등을 놓고 논의가 이루어지던 와중에 스위스 연방정부와 국제적십자위원회가 공동으로 주도하여 2006년에 이에 대한 논의를 시작하여 2008년에 마침내 몽트뢰지침(THE MONTREUX DOCUMENT)을 채택하였다. 당시 17개국이 서명한 것을 시작으로 2023년 5월 1일 기준으로 58개의 국가와 3개의 국제주요기구가 몽트뢰지침에 서명했다. 몽트뢰지침은 PMC와 국가들의 관계를 법적으로 정리했다는 점에서 매우 큰 의의가 있다.
몽트뢰지침에서는 PMC와 국가들의 관계를 다음과 같이 크게 4개의 주제에 대한 법적인 논의를 포함하고 있다.

1. PMC에 어떠한 법적지위를 부여할 것인가 즉 국제법의 주체로 인정할 것인가
2. PMC를 국제인도법의 민간인으로 인정할 것인가 전투원으로 인정할 것인가
3. 제네바 협약 제1추가의정서, UN국제협약, 아프리카에서의 용병주의 제거를 위한 협약에서 나타나는 용병의 정의에 PMC가 해당하는지 여부
4. PMC와 연결되어 있는 국가의 책임

또한 몽트뢰지침은 민간군사 및 보안기업과 관련된 적절한 국제법상 의무에 대해 규정하고 있으며 동시에 민간군사 및 보안기업과 관련된 모범적인 관행을 제시하고 있다.

## 세계 각국의 용병

### 민간군사기업(Private Military Company,PMC)
세계 각국에서 금전적 이익을 위해 군사 활동(용병 · 경비) 및 공작 활동에 참여하는 민간 업체를 말한다. 현재까지 알려진 바에 따르면 미국, 영국, 남아프리카 공화국, 러시아 등으로부터 비롯된 수백 개의 민간군사기업이 전 세계 약 50여 개국에서 활동 중이다. 기본적으로는 요인 경호업무에서부터 시작해서 전략입안, 첩보활동, 전투활동, 군사물자공급, 군사훈련지도 등 사실상 전쟁과 관련된 거의 모든 분야에서 활동하고 있다. 현재는 이라크에서만 미국, 영국, 독일, 캐나다, 남아공, 스위스, 이스라엘, 러시아 등 60여 개 업체, 10만 명에 달하는 PMC 직원이 활동 중이며 전세계로 추산할 경우 그 수는 막대하다.
그러나 국제법상 용병은 금지되어 있고 각 국의 정규군이 아닌 군인은 국제법상 군인으로서 가져야 할 권리를 보장받지 못하기 때문에 PMC의 직원들은 국제법에서의 사각지대에 위치해 있다. 그럼에도 민간군사업계가 계속해서 성장하고 있는 부분에는 그만큼의 수요가 있기 때문이라고 볼 수 있는데 국가 차원에서는 해당 국가의 정규군에 문제가 있는 경우나 정규군보다 PMC를 통하는 것이 훨씬 경제적인 경우가 있고 기업 차원에서는 기업이 위험지역에 진출할 경우 해당 국가의 경찰이나 군대가 진출기업을 보호해줄 수 없을 때 PMC를 고용하기도 한다.
한편 현재까지도 PMC에 대한 법적인 지위나 그 회색지대적인 성격에 대해서는 많은 비판과 논의가 이루어지고 있다.

### 라이슬로이퍼
라이슬로이퍼(독일어: Reislaufer [raislcyfɐ][*])는 스위스 출신의 용병이다. 가깝게는 근세(Early Modern period)부터 멀게는 계몽 시대(European Enlightenment)가 포함된 중세 후기(Later Middle Ages)까지 외국, 특히 프랑스에 고용되어 전력으로 활용된 병사들로 유명하다. 그들의 용병으로써의 전력은 르네상스 시기에 최고조에 달했으며 전장에서 증명된 전투력은 이후에도 세계 최고의 용병으로 자리매김 하고있다.

#### 현대의 라이슬로이퍼
1859년 후부터 스위스는 단 하나의 용병부대인 바티칸 근위병(Vatican's Swiss Guard)만을 운용하고있다.

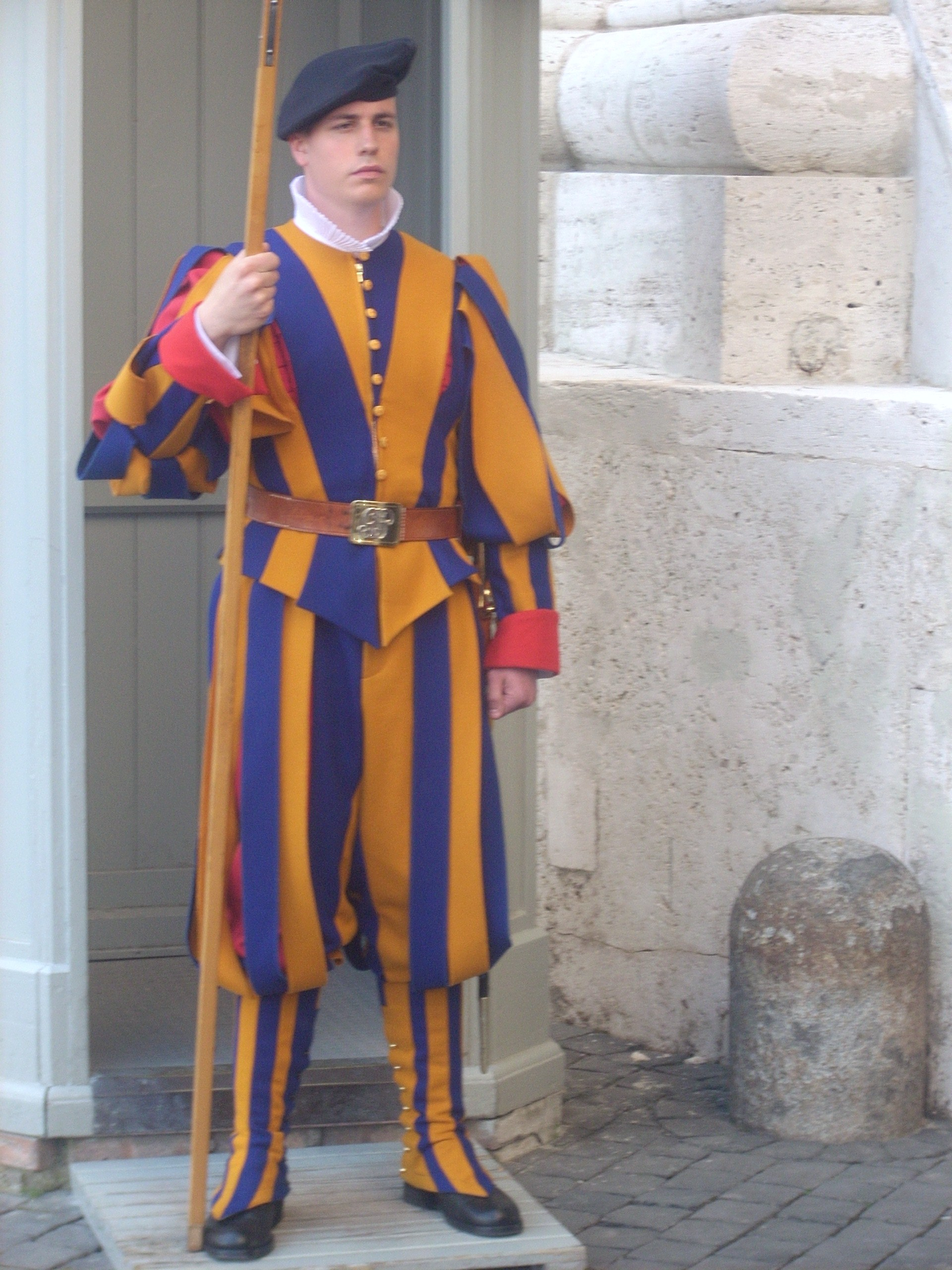
라이슬로이퍼

### 번외

#### 프랑스 외인부대
용병은 아니지만 특이하게도 자국의 국적을 가진 사람들이 아닌 외국인들로만 구성된 군대가 있다. 바로 프랑스 외인부대(프랑스어: Légion étrangère)이다. 프랑스 외인부대는 프랑스 육군 소속의 외국인 지원병으로 구성된 부대로 프랑스 군 내에서 엘리트 부대로 손꼽히며 해외파병에 항상 1순위로 고려되는 정규부대이다. 외국인들로만 구성되어 있다는 점에서 용병과 비슷할 수 있으나 엄연히 프랑스 육군 소속으로 군인공무원 및 군무원으로 구성된 정규군 조직이다.

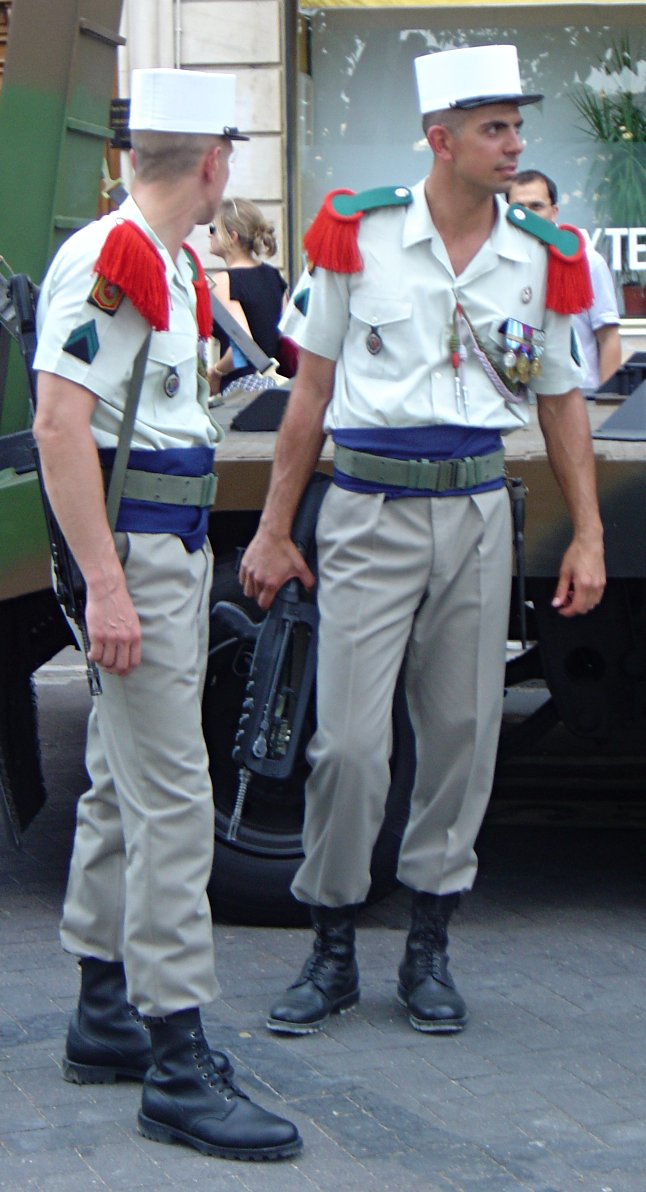
프랑스 외인부대

#### 구르카부대
구르카(Gurkhas 또는 Gorkhas)는 네팔 및 인도 북부출신의 영국군 외인부대원을 일컫는 말이다. 전설에 따르면 구르카라는 이름은 중세 힌두의 전사이자 성인이면서 고르카에 옛 성소가 남아있는 고라크나트에서 비롯된 말이라고 한다.용병으로 흔히 알려져 있으나 국제법상 용병에 해당되지는 않는다. 영국 육군에서 구르카 2개 대대를 운용중이며 브루나이군에서도 자체적으로 구르카 군을 모집하여 술탄의 친위대로 운용중이다. 또한 싱가포르 경찰도 영국 육군에 모병을 위탁하여 2,000명 규모의 구르카 부대를 편성하고 있다.
흔히 구르카는 앞이 굽은 칼인 쿠크리로 유명하다.

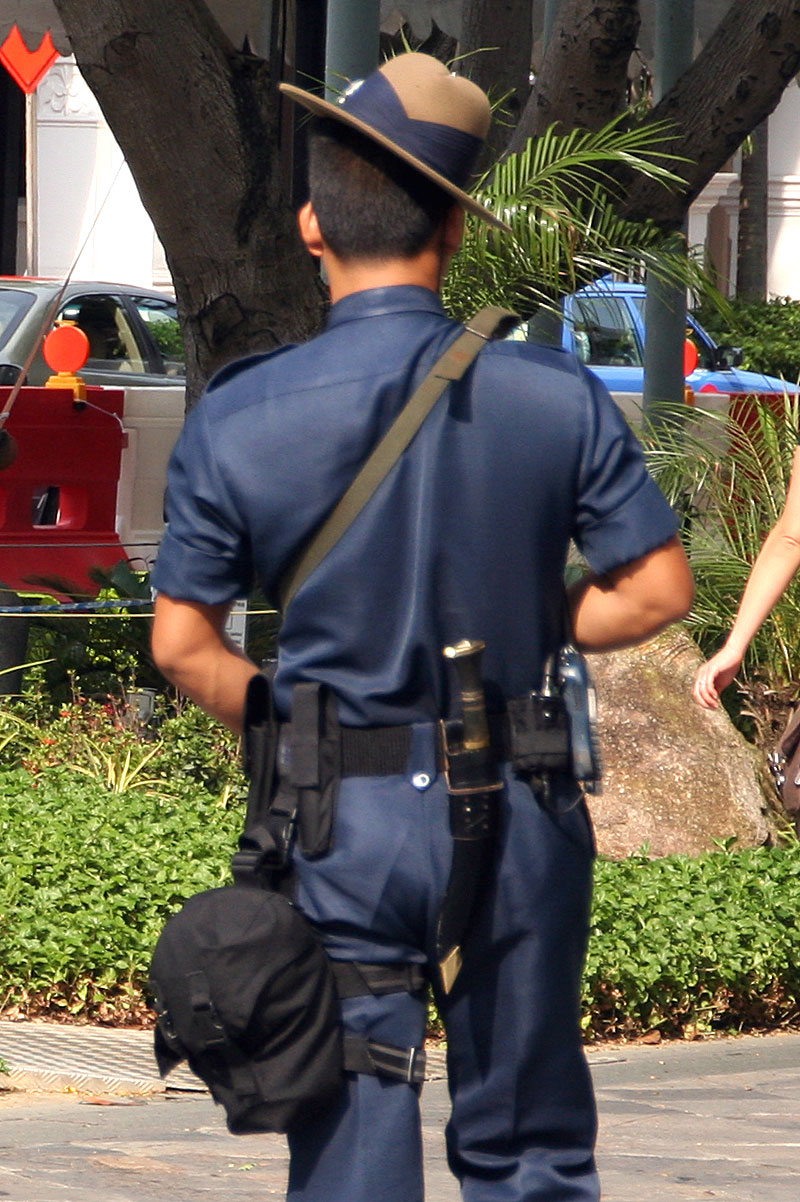
구르카부대

위 사진에서 쿠크리를 차고 있는 구르카 용병의 모습을 볼 수 있다.

##### 구르카의 역사
네팔을 침공해 전쟁을 일으킨 영국은 1815년 큰 피해를 보고 네팔과 평화 협정을 맺는다. 이후 영국은 동인도회사를 통해 네팔군 중 맹렬히 싸운 일부를 용병으로 모집하게 된다. 1947년 인도 분단 이후 주변국과의 협의를 통해 구르카 연대를 영국 군대로 이양하여 구르카 여단이 탄생한다. 이렇게 영국군의 일부가 된 구르카병은 세계 2차대전 때 본격적으로 이름을 알리게 된다. 23만여 명의 구르카병이 1, 2차 세계대전에 참여했고, 이름을 알린 2차 대전에만 11만여 명이 참여했다.

## 같이 보기
- 필리부스테로
- 용병 전쟁
- 인텔컴
- 사략
- 낭인 (일본사)
- 자원병

## 참고 문헌
1. 1949년 8월 12일자 제네바협약에 대한 추가 및 국제적 무력충돌의 희생자 보호에 관한 의정서 (제1의정서), 채택: 1977년 6월 8일, 발효: 1979년 12월 7일
2. 용병의 고용․사용․자금지원․훈련의 방지에 관한 국제협약, 채택: 1989년 12월 4일, 발효: 2001년 10월 20일
3. Anabasis, Xenophon
4. 용병 2000년의 역사, 기쿠치 요시오
5. Freedom's Mercenaries: Northern South America, Rodriguez, Moises Enrique (2006)
6. 몽트로 지침의 고찰, 최은범, 박지현